# Morre (Baschi)
Morre è una frazione del comune di Baschi (TR).

## Storia
Il toponimo sembra prendere nome dal gelso, chiamato localmente moro, che veniva coltivato nella zona per via dell'allevamento dei bachi da seta. In alternativa, il nome potrebbe essere dovuto ai dirupi (morre cespugliose) che si trovano in zona.
I resti di abitazioni di epoca romana, appartenenti alla gens Aufidia e costruite intorno al III-II secolo a.C., furono utilizzati per la costruzione di una villa, intorno al 1147. Quasi un secolo dopo, nel 1290, il paese era abitato da 60 persone occupate nell'agricoltura e pastorizia, che venivano utilizzate da Todi per varie corvée, come ad esempio la ristrutturazione del maniero di Montemarte.
La Camera Apostolica romana acquistò i diritti su Morre e Morruzze in seguito a una controversia nel 1487. I civitellesi rivendicavano una parte di bosco e Todi intervenne in favore di Morre. I morriciani riguadagnarono la montagna vicina con un riscatto di 400 ducati pagato a Clemente VII (sembra che questi denari vennero usati per rinnovare le divise delle Guardie Svizzere).
Il paese fu guidato da famiglie quali i Vitali, gli Albrighello, i Sante ed infine i Pompei.
Le decisioni venivano prese collettivamente da un Consiglio della Comunità, anche se i Pompei spesso lo prevaricavano: nel XVIII secolo si appropriarono di una vasta area di castagneti.
Durante l'occupazione napoleonica entrò nel Cantone di Baschi e nella Comune di Toscolano, mentre nel 1828 fu inglobata nel comune di Acqualoreto.

## Monumenti e luoghi d'interesse
- - Monte Nerone
  - Chiesa di S. Andrea
  - Santuario della Pasquarella o di Santa Maria dello Scoglio (XI secolo)

## Economia e manifestazioni
Nel paese esiste una Comunanza Agraria che gestisce i prodotti del bosco circostante; tra questi, le castagne sono assai importanti.
Nel mese di settembre si tiene la Festa della Madonna della Cintura, mentre nel mese di ottobre vi si svolge la Sagra della castagna.

## Galleria d'immagini

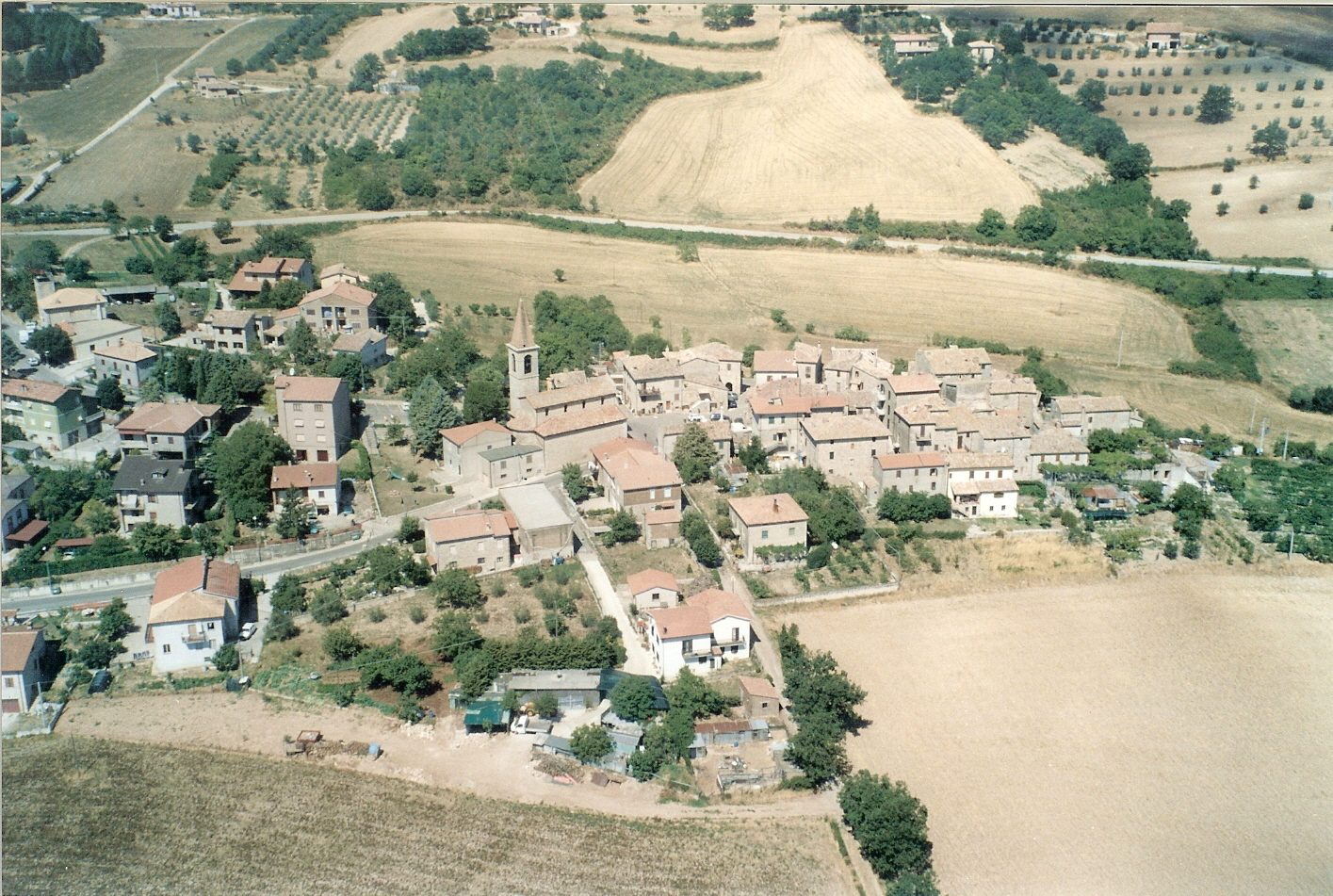
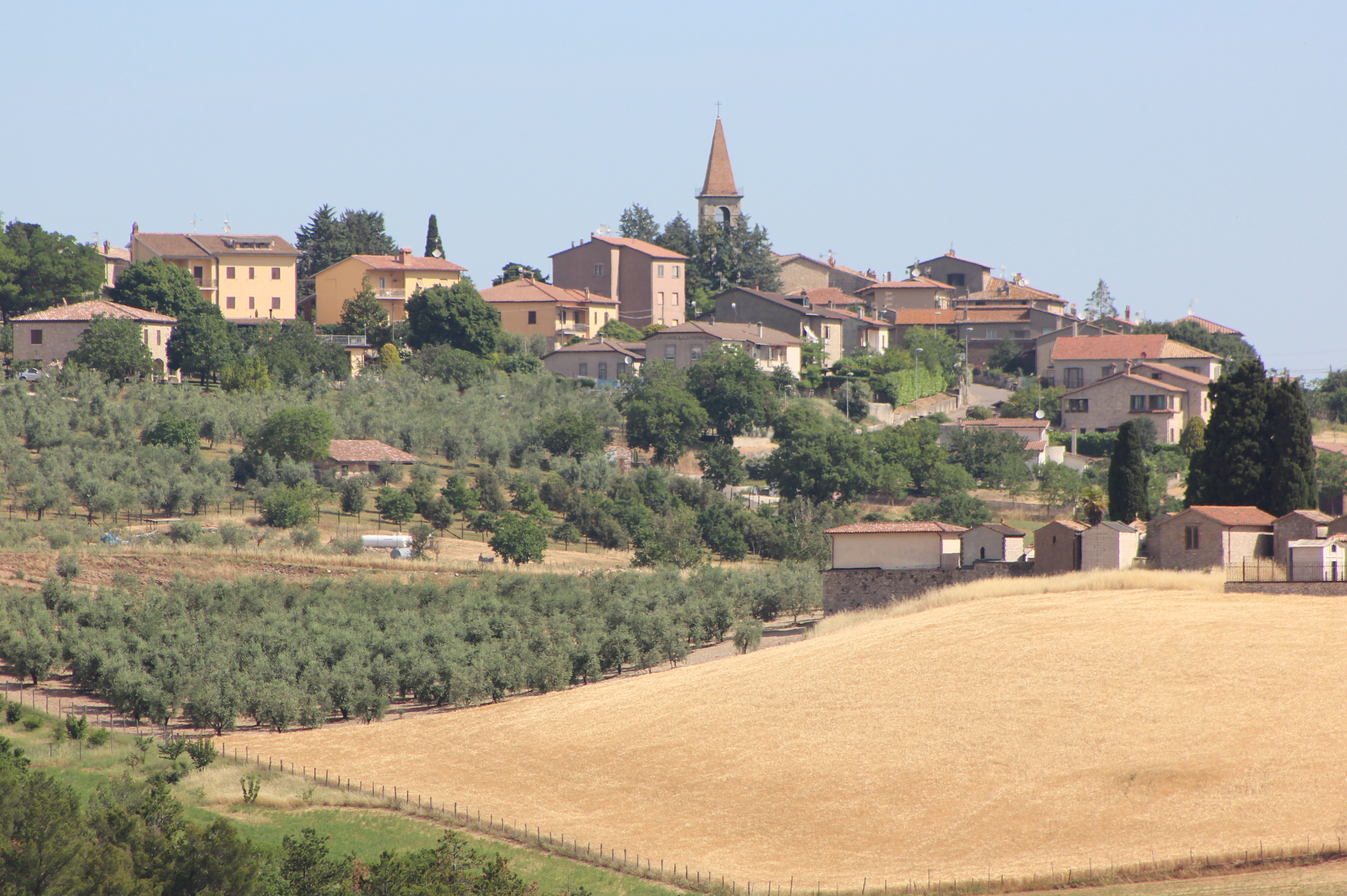
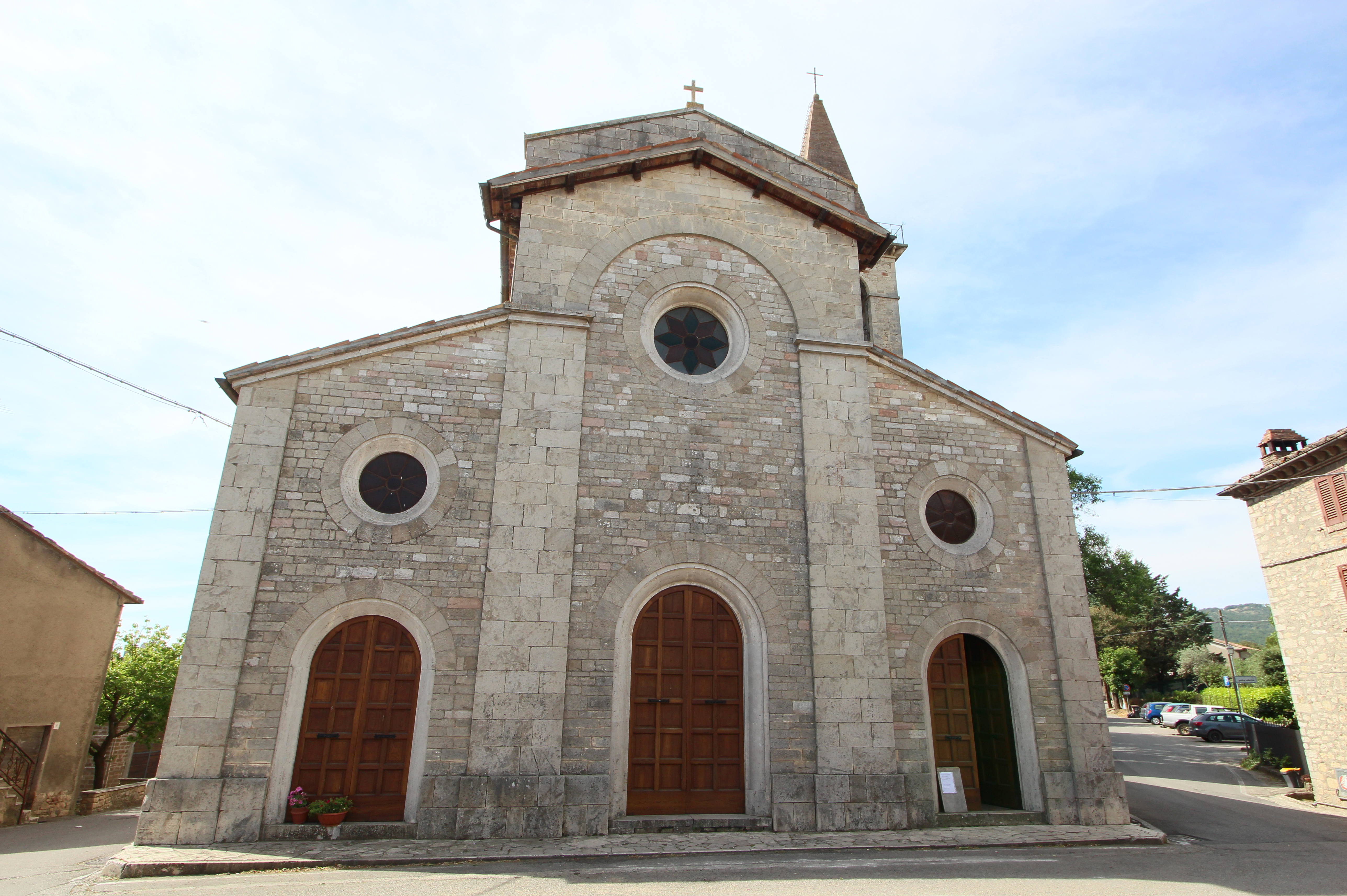